# Althoorn
Een althoorn is een koperen blaasinstrument. Het staat in de Verenigde Staten bekend als alto horn, in Groot-Brittannië als tenor horn en in Duitsland als Althorn. Het instrument is gestemd in Es. Het heeft een conische boring en is voorzien van ventielen. Gewoonlijk wordt eenzelfde soort mondstuk gebruikt als bij de cornet.
De althoorn wordt vooral gebruikt in brassbands, en wordt ook nog wel aangetroffen in fanfares en vergelijkbare ensembles. In veel fanfares worden de hoornpartijen tegenwoordig gespeeld op (bes-)hoorns. De althoorn wordt soms nog wel gebruikt om de hoornpartijen te versterken, bij gebrek aan instrumenten en/of 'echte' hoornisten. De althoorn speelt in blaasorkesten veelal een rol die vergelijkbaar is met de hoorn in symfonieorkesten en klassieke blaasensembles. De omvang van de althoorn ligt ongeveer gelijk aan het midden en hoge register van de f- en bes-hoorn. In blaasorkesten wordt het lage register van de hoorn niet gebruikt. Dit register wordt overgenomen door de bariton en het eufonium. De althoorn heeft van de middenstemmen in een blaasorkest de meest ondersteunende en verbindende rol, in tegenstelling tot met name de eufoniums en trombones, die regelmatig tot vaak melodiepartijen te spelen hebben. In het gevorderde en relatief recente repertorium van brassbands heeft de solo althoorn muzikant echter wel een heel belangrijke positie als solist.
In tegenstelling tot de meeste andere koperen blaasinstrumenten is het akoestisch ontwerp van de althoorn vanaf de tweede helft van de 20e eeuw vrijwel stil blijven staan. Er zijn maar een paar merken/modellen op de markt die de toets der kritiek van serieuze muzikanten kunnen doorstaan. In de brassband wereld zweert men over het algemeen bij de instrumenten van Besson. Daarnaast maken Yamaha, York, Courtois en Willson althoorns die als volwaardig gezien kunnen worden.